# Техничка школа „23. мај” Панчево
Техничка школа „23. мај” је средња школа основана 1961. године. Налази се у Панчеву, у улици Браће Јовановића 89. Име је добила 23. мај, пошто је тога дана 1961. године одлуком Народног одбора среза Панчево основана Хемијско-технолошка техничка школа.

## Историјат

### 1961—1971.
Након Другог светског рата, Панчево је почело да се развија као индустријски центар јужног Баната. Развој хемијске индустрије наметнуо је потребу за стварањем посебне средњошколске установе која ће оспособљавати стручни кадар на нивоу квалификованих радника и техничара хемијске струке. Савет за просвету Народног одбора среза Панчево је 4. маја 1961. године донео закључак да се таква школа оснује, а 23. маја је донета одлука о оснивању Хемијско технолошке техничке школе у Панчеву, која је отпочела са радом 1. септембра 1961. године. Основни задатак школе је био да оспособљава кадрове за рад у привредним организацијама хемијско-технолошког смера и да пружа стручну помоћ заинтересованим организацијама у проналажењу најадекватнијих технолошких решења, а у циљу унапређења производње.
Техничка школа „23. мај” је била једна од првих стручних школа у земљи коју су заједнички основале привредне организације. Поред Народног одбора среза Панчево, оснивачи школе су били Хемијска индустрија Панчево, Индустрија стакла Панчево, Фабрика скроба „Јабука”, Фабрика сировог шећера Ковин и Фабрика тестенина „Војводина”. Настава у школи отпочела је 16. септембра 1961. године.
Школа је отпочела рад у просторијама бивше основне школе „Вук Караџић” у три одељења првог разреда, 90 ученика, а предавачи су били хонорарни наставници, инжењери Хемијске индустрије Панчево, који су предавали стручне предмете, а општеобразовне предмете предавали су професори Електротехничке школе „Никола Тесла”. Првог сталног професора, Боривоја Бешлина, који је касније постао директор, школа је добила три месеца након почетка рада. У првобитној згради, школа је радила две године. Услови у којима је школа започела рад нису били задовољавајући. Пошто школа није имала хемијску лабораторију, ученици су током прве, али и друге школске године, вежбе из органске и неорганске хемије похађали у основној школи „Борисав Петров Браца”. Радионичке вежбе су одржаване у Техничкој школи. Осмог децембра 1962. године школа је добила нову управу и првог сталног директора, Данила Вуковића. Септембра 1964. године школа је пресељена у стару зграду школе „Паја Маргановић”, где је добила четири учионице, две лабораторије и једну радионицу. У тој згради је школовање завршила прва генерација хемијских техничара. Од 90 ученика прве генерације, колико је уписано у први разред, диплому техничара хемијске струке добило је 53 ученика.

### 1971—1981.
Прекретница у раном развоју школе се догодила 1966. године, када је довршена нова, наменска школска зграда. Хемијско-технолошко техничка школа усељена је 17. октобра у модерно опремљену зграду у улици Браће Јовановића 89, коју је испрва делила са Електротехничком школом „Никола Тесла”. Током наредних година, школа се развијала, добила је савремена наставна средства и стручни наставни кадар. По традицији, ученици су сваке године учествовали на такмичењима из хемије, али и осталих предмета. Због запажених резултата, школа је 1975. године добила Октобарску награду града Панчева. Исте године, школа је добила и републичку награду „25. мај” за изузетне резултате у образовању и васпитању.
Године 1977. постали су двогодишња школа усмереног образовања, тако да је од школске 1977—78. године радила под називом Центар за образовање стручних радника хемијско-технолошке и грађевинске струке „25. мај” Панчево. Почетком исте школске године, у склопу преуређења школске управе, конституисан је први Раднички савет. По новом програму, у хемијско–технолошку струку је уписано пет одељења, док су у грађевинску струку уписана два одељења. Током наредне школске 1978—79. године, у школи су почела да раде и посебна одељења за образовање уз рад. У то време, у школи су радила и три стручна актива. Реализација васпитно-образовног процеса је остваривана у сарадњи са Конструктором, Рафинеријом, Хемијском индустријом Панчево и Стакларом.
Почевши од школске 1978—79. године, школу је водио нови директор Александар Станисављевић. Наставни кадар је усавршаван на посебним семинарима које су организовали. Априла 1980. године, у организацији актива хемичара и технолога, одржан је наставнички семинар из физичке хемије с електрохемијом, који је поред наставника школе пратило и 35 наставника из других крајева Југославије. У исто време, развијана је и међународна сарадња. Крајем септембра 1980. године, школу су посетили гости Генералне конференције Унеско-а, ради упознавања с организацијом позивно-усмереног образовања. Исте године, школу је посетила и делегација из Холандије која је била у посети Панчеву.
Ученичке активности су се развијале по секцијама. У оквиру рада ученичке фото-секције, издато је десет бројева школских фото-новина. Шаховска секција је заузела прво место на општинском такмичењу. Одбојкашки тим је заузео прво место у општини, а кошаркаши и гимнастичари су освојили друга места. Запажене резултате на такмичењима је бележила и рецитаторска секција, а чланови литерарне секције су поводом дана школе издали први број школског листа „Младост”.
Из године у годину повећавао се број уписаних одељења. На почетку школске 1980—81. године уписано је 17 одељења, и то десет одељења хемијско-технолошке струке, шест одељења грађевинске струке и једно одељење геодетске струке. Ученици су учествовали у бројним друштвено-корисним акцијама, првенствено у области уређења и заштите животне средине. Октобра 1980. године у школи је отпочела настава у посебним припремним одељењима, као и настава за ученике који се школују уз рад. По завршетку наставе, сви ученици првог разреда су упућивани на континуирани практично-производни рад, који је већина обављала по локалним индустријским погонима. Почела је и настава у посебном одељењу за противпожарну заштиту.
Педагошки завод из Панчева је организовао семинаре на којима су учествовали професори. Завод за запошљавање је обезбедио, у сарадњи са привредним организацијама, средства за оспособљавање лица пријављених на бироу за други степен стручности за занимање зидар и тесар. Поводом новогодишњих празника, крајем 1981. године изашао је и други број школског листа „Младост”.
Марта 1982. године са радом је започела разгласна станица. Сваког понедељка, среде и петка редовно је емитован програм који су припремале одељенске заједнице, секције и школске организације. Почетком школске 1982—83. године уписано је девет одељења првог разреда (четири одељења грађевинске и пет хемијске струке) и осам одељења другог разреда (три грађевинске и пет одељења хемијске струке). Школску зграду су и даље заједнички користиле две школе, Техничка школа „23. мај” и Електротехничка школа „Никола Тесла”, која је школи уступила део простора.

### 1981—1991.
Након нове просветне реформе, школа се 1983. године вратила на четворогодишњи програм, када је извршено организационо спајање са делом школе „Паја Маргановић”. Након новог преуређења, школа је добила назив Средња школа за кадрове у хемијско-технолошкој и грађевинској струци „25. мај”. У школу је уписано 13 одељења првог разреда и 11 одељења другог разреда. Од тога је школи припало осам одељења из Опова (пет одељења првог и три одељења другог разреда). У трећи разред уписано је пет одељења хемијске струке и једно одељење грађевинске струке. У четврту годину уписано је девет одељења (пет одељена хемијско-технолошке струке, три одељења грађевинске и једно одељење геодетске струке).
За привременог вршиоца дужности директора школе именован је Александар Станисављевић. Почетком 1984. године, за директора је изабрана Миомира Шелмић, дотадашњи помоћник директора. У фебруару су са радом почела два одељења за школовање уз рад за потребе Рафинерије нафте, односно за стицање петог степена за занимања произвођач нафте-специјалиста и манипулант-специјалиста. На почетку школске 1984—85. године уписано је 38 одељења, са 1012 ученика (од првог до четвртог разреда, док је у Опову уписано девет истурених одељења првог у другог разреда). У хемијско-технолошкој струци уписано је одељење за занимање лаборант, које до тада није постојало.
Школску годину је почело 65 наставника и три сарадника у настави. Марта 1986. године у просторијама школе је одржан састанак стручног актива хемичара и технолога поводом јавне расправе о нацрту плана и програма васпитно-образовног рада ове струке. Поред чланова актива састанку су присуствовали и представници организација удруженог рада из Панчева. Почетком 1987. године у школи је радила републичко-покрајинска комисија за израду норматива, опреме и наставних учила за хемијско-технолошку струку, у оквиру доградње тадашњег образовног система. На почетку школске 1987—88. године, због реформе средњег образовања, која је обухватила ученике првог разреда, уписано је мање одељења. У први разред после основне школе уписано је три одељења хемијско-технолошке и једно одељење грађевинске струке за занимања хемијски и грађевински техничар по четворогодишњем програму, затим два одељења хемијске и једно грађевинске струке по трогодишњем програму.
Покрајински завод за заштиту и унапређење човекове средине је прогласио 1987. године школу за једну од најбоље уређених у Војводини. У склопу друштвено корисних активности, ученици и наставници школе редовно су се одазивали разним хуманитарним и еколошким акцијама, а многе су и сами организовали. Покрајински еко-караван боравио је у новембру 1987. у Панчеву, а посетио је и школу.

### 1991—2001.
Крајем осамдесетих година, упоредо с променама у социјалном окружењу, школа је постала друштвено активна. У њој је организована јавна расправа о нацрту амандмана на Устав СФРЈ. У расправи су, поред чланова колектива, учествовали градски и покрајински функционери. У мају 1988. године, школа је била домаћин Мајских сусрета омладине Панчева. Радници школе су 13. октобра 1988. године обуставили рад и прикључили се протестном збору радника свих средњих школа у граду. Са збора је упућен Проглас јавности у којем су захтеване промене устава и закона о укидању сувишне администрације, растерећење привреде, демократизацију политичког живота, непосредни и тајни избори са више кандидата за све функције од општине до федерације, побољшање положаја просвете, а упућен је и протест против обесправљивања српског народа на Косову и Метохији.
Ученици и радници школе су 28. фебруара 1989. године учествовали на протестном митингу грађана Панчева поводом противсрпских ставова изнетих на Збору у Љубљани. Са школском 1989—90. годином, завршена је настава за последњу генерацију ученика по старом, такозваном позивно-усмереном образовању. Наредне школске године, први пут су уписана два одељења другог степена по једногодишњем програму за помоћне раднике. Те године се први пут полагао пријемни испит за упис ученика. На седници Збора радних људи, одржаној јуна 1990. године, 12. октобар је проглашен за Дан школе. Повод за ову промену било је мишљење колектива и ученика да је 25. мај изгубио значај стварног празника младих.
Почетком 1992. године, први пут је у свим школама у Србији, обележен 27. јануар, Свети Сава. Почетком деведесетих година, тешка економска и политичка ситуација у земљи почела је да се одражава и на рад школе. Све тежи социјални положај довео до низа штрајкова, у којима су учествовали и наставници. На пролеће 1992. године, организован је штрајк упозорења. Штрајкови су се понављали и током наредних година. Исте године, за директора поново је именована Миомира Цветковић.
На седници школског одбора, одржаној 17. априла 1993. године, на иницијативу наставничког већа, упућен је захтев Министарству просвете да ново име школе буде „23. мај”, пошто је тога дана 1961. године одлуком Народног одбора среза Панчево основана Хемијско-технолошка техничка школа. Министарство просвете је тим поводом одобрило да назив школе гласи Хемијско-прехрамбена и грађевинска школа „23. мај” Панчево, пошто су школи припојена и сва одељења прехрамбене струке из Пољопривредне школе „Јосиф  Панчић”.
Почетком 1995. године, у Успенској цркви у Панчеву је, поводом прославе дана Светог Саве, први пут резан славски колач. Иако је због општег погоршања животних услова, изазваних санкцијама и ратним окружењем радила у отежаним околностима, школа је успела да обезбеди покровитељство панчевачке Пиваре, која је обезбедила хемикалије и стакло за рад хемијским лабораторијама, као и средства за набавку опреме. На почетку школске 1995—96 године, уписана су занимања хемијско-технолошки техничар, хемијски лаборант, израђивач хемијских производа, техничар за биотехнологију, произвођач прехрамбених производа, грађевински техничар.
Септембра 1995. године, за образовни програм РТВ-а снимљена је емисија о школи. Наредне године је обележено 35 година рада школе. Крајем 1996. године, директорка Миомира Цветковић, је отишла у пензију, а за вршиоца дужности постављена је Марија Узелац. Почетком школске 1997—98. године, Министарство просвете Републике Србије именовало је за директора школе Петра Недељковића, професора српског језика, а помоћник је постала Марија Узелац, а од јуна 1998. до 2002. године исту дужност је вршила Љиљана Мамула, а од 2002. године Драгољуб Радевић. Школска 1998—89. година, окончана је у ванредним ратним околностима те није било полагања пријемног испита, већ су ученици рангирани на основу успеха из основне школе.

### 2001—2011.
Савремени развој школе започео је након промена које су извршене крајем 2000. године. Почевши од школске 2002—03. године квалификациони испити за упис у средње школе полагали су се у основним школама. Те школске године уписано је огледно одељење првог разреда образовног профила Прехрамбени техничар са двадесет ученика. Исте године уведени су и изборни предмети верска настава и грађанско васпитање.
Ученици и наставници школе учествовали су на квизу „Здраво Европо” у Зрењанину. Априла 2003. за директора школе је изабрана Љиљана Аутишер, дипломирани грађевински инжењер. Исте године установљено је, сада већ традиционално, свечано уручење дипломе матурантима школе. У току 2004. године уведено је физичко обезбеђење школе. Почела је с радом школска пекара, а пецива из ове радионице послужена су први пут на прослави поводом обележавања школске славе Светог Саве која је организована у холу школе.
Од школске 2004—05. године уведено је ново занимање, пекар, а од 2005—06. године и нови образовни профили: мушки фризер, женски фризер, техничар за заштиту животне средине, типограф, техничар за индустријску фармацеутску технологију и извођач основних грађевинских радова. Новембра 2006. године организована је предаја Зелене јабуке, акције здравог начина живота и исхране. Пошто је годину дана била носилац ове акције, предала ју је основној школи у Николинцима.
Школа је била иницијатор и главни носилац пројекта израде наставних планова и програма, као и уџбеника за образовни профил техничар за заштиту животне средине, који је уведен од школске 2005—06. године у систем образовања. Поред тога, школа се верификује за ново подручје рада личне услуге.  Из тог разлога, 2006. године школа добија данашњи назив Техничка школа „23. мај”.
Године 2007. у мају, у Панчеву, је први пут организована матурантска парада Кадрил на којој је учествовало 50 матураната. Поводом прославе Дана школе, 23. маја 2008. године ученици и професори су организовали турнир у малом фудбалу, такмичење у караокама, шаховску симултанку у којој је учествовао и велемајстор Горан Тодоровић. У холу школе постављена је изложба ликовних радова ученика и професора школе. На свечаној академији проглашена је најлепша и најуреднија учионица и одржана је ревија фризура. Ученици прехрамбеног смера представили су производе школске пекаре.
Октобра 2008. године, на међународном сајму екологије у Новом Саду, учествовали су ученици, чланови еколошке секције. Школа је имала свој штанд на коме је јавности представљен пројекат „Еко-торбе за чистији и лепши град”. Ученици су учествовали су и на другим бројним еколошким манифестацијама. У оквиру ваннаставних активности, ученици и професори су током 2009. године покренули  „Елемент”, лист ученика. Жарко Обрадовић и Оливер Дулић обишли су школу јуна 2010. године, у оквиру акције „Велико спремање Србије”. Ученици су представили министрима активности школе у области екологије. Министар Обрадовић је том приликом напоменуо да се у школи образује прва генерација ученика за занимање техничар за рециклажу. Априла 2011. за директора је именована Снежана Попов.

## Пројекти
Пројекти који се реализују у школи:
- Борба против дискриминације деце и младих из најрањивијих група у образовном систему
- Унапређење квалитета наставе – развој кључних компетенција кроз мултидисциплинарни приступ — „Сарадњом до знања”
- Спречавање осипања ученика из образовног система
- Здравствено васпитање о репродуктивном здрављу

## Галерија
- Улаз школе.
- Двориште школе.
- Техничка школа у Панчеву.
- Техничка школа у Панчеву.
- Техничка школа у Панчеву.
- Игралиште школе.
- Кошаркашки терен.
- Техничка школа у Панчеву.
- Техничка школа у Панчеву.
- Техничка школа у Панчеву.